# Divize D 2024/2025
Divize D 2024/2025 bude 60. ročníkem moravskoslezské Divize D, která je jednou ze skupin 4. nejvyšší soutěže ve fotbale v Česku. 

## Formát soutěže
V sezóně se utká 16 týmů každý s každým dvoukolovým systémem podzim–jaro.

## Změny týmů proti ročníku 2023/24
- Do MSFL 2024/25 postoupilo mužstvo FC Zbrojovka Brno „B“.
- Z předchozího ročníku sestoupila do nižší soutěže mužstva FK Maraton Pelhřimov a FSC Stará Říše.
- Z MSFL 2023/24 do Divize D sestoupilo mužstvo TJ Tatran Bohunice.
- Z Přeboru Kraje Vysočina 2023/24 postoupilo mužstvo SK Fotbalová škola Třebíč a z Přeboru Jihomoravského kraje 2023/24 mužstvo FC Kuřim.

## Konečná tabulka
| Poř. | Tým                            | Z | V | R | P | VG | OG | B |
| ---- | ------------------------------ | - | - | - | - | -- | -- | - |
| 1.   | TJ Tatran Bohunice (S)         |   |   |   |   |    |    |   |
| 2.   | TJ Sokol Lanžhot               |   |   |   |   |    |    |   |
| 3.   | SK Líšeň „B“                   |   |   |   |   |    |    |   |
| 4.   | SFK Vrchovina                  |   |   |   |   |    |    |   |
| 5.   | FC Slovan Havlíčkův Brod       |   |   |   |   |    |    |   |
| 6.   | FC PBS Velká Bíteš             |   |   |   |   |    |    |   |
| 7.   | SK Tatran Ždírec nad Doubravou |   |   |   |   |    |    |   |
| 8.   | AFC Humpolec                   |   |   |   |   |    |    |   |
| 9.   | TJ Slavoj TKZ Polná            |   |   |   |   |    |    |   |
| 10.  | FC ŽĎAS Žďár nad Sázavou       |   |   |   |   |    |    |   |
| 11.  | TJ Dálnice Speřice             |   |   |   |   |    |    |   |
| 12.  | MSK Břeclav                    |   |   |   |   |    |    |   |
| 13.  | FC Velké Meziříčí              |   |   |   |   |    |    |   |
| 14.  | TJ Sokol Tasovice              |   |   |   |   |    |    |   |
| 15.  | SK Fotbalová škola Třebíč (N)  |   |   |   |   |    |    |   |
| 16.  | FC Kuřim (N)                   |   |   |   |   |    |    |   |

Poznámky:
- Z = Odehrané zápasy; V = Vítězství; R = Remízy; P = Prohry; VG = Vstřelené góly; OG = Obdržené góly; B = Body; (S) = Mužstvo sestoupivší z vyšší soutěže; (N) = Mužstvo postoupivší z nižší soutěže (nováček)

|  | Postup do MSFL 2025/26      |
|  | Sestup do krajských přeborů |